# Bekke Sodlur, Virajpet
Bekke Sodlur là một làng thuộc tehsil Virajpet, huyện Kodagu, bang Karnataka, Ấn Độ.